# SZ10TH
『SZ10TH』（エスズィーテンス）は、2021年3月3日にユニバーサルミュージックから発売された、Sexy Zoneの10周年記念のベスト・アルバム。

## 概要
本作はジャニーズ事務所とユニバーサルミュージックが共同で設立した「Top J Records」でリリースされる初のアルバムである。初回限定盤A/B、期間限定スペシャルプライス盤の3形態で発売。期間限定スペシャルプライス盤は2021年6月30日までの期間限定出荷商品のため、2021年7月以降は同内容の通常盤が出荷される。
2011年のデビューシングル「Sexy Zone」から2020年11月に発売された19枚目シングル「NOT FOUND」までのシングル曲（両A面含む）23曲を収録。そして、メンバーが選曲した全編英語詞のリード曲「RIGHT NEXT TO YOU」、メンバー自らが作詞した「Change the world」の新曲2曲も収録された。また、期間限定スペシャルプライス盤／通常盤のDisc 3には、過去のカップリング、アルバム曲の中から、ファンクラブ会員を対象に行われたSexy Zone初のオンラインファンミーティング「SZ10TH ONLINE FAN MEETING」にてファンとメンバーが一緒に選曲した15曲を収録。
初回限定盤Aの付属Blu-rayには初のBlu-ray化となる全シングル曲のMVを収録。また、通常盤ジャケットは、有名ブランド等とのコラボレーションでも注目されているイラストレーター・KotokaIzumiがSexy Zoneを描き下ろしたイラストが採用された。
アルバム発売後の3月12日には公式アプリ「SZ10TH」をリリース。購入者特典のシリアルコードをアプリのミュージックプレイヤー機能に入力することで、購入したCDに収録されている楽曲がスマートフォンなどで聴けるようになるほか、ユーザーのオリジナルプレイリストなども作成でき、「Top J Records」オフィシャルサイトの閲覧も可能。また、5月21日から“SZ VOICE”と題した3か月連続企画がスタートし、メンバーそれぞれがテーマに沿ってセレクトした3曲および本人のメッセージボイスが毎週金曜日に配信される。
なお、メンバーのマリウス葉は体調不良で芸能活動休止中のため新曲などには参加していない。

## 購入特典

### 予約購入先着特典
- 初回限定盤A：A4サイズステッカーシート
- 初回限定盤B：ミニフォトカード５枚セット
- 期間限定スペシャルプライス盤：缶バッジ3個セット

### 封入特典・仕様
初回限定盤A
- 32Pスペシャルフォトブック
- シリアルコード入りプレゼントカード

初回限定盤B
- SZ10THロゴステッカー
- シリアルコード入りプレゼントカード

期間限定スペシャルプライス盤
- シリアルコード入りプレゼントカード

## 収録曲

### CD
シングル曲などの詳細はそのページを参照。

#### Disc 1
1. Sexy Zone
作詞：Satomi、作曲：馬飼野康二、編曲：CHOKKAKU
  - 1stシングル
2. Lady ダイヤモンド
作詞：松井五郎、作曲：馬飼野康二、編曲：船山基紀
  - 2ndシングル
3. Sexy Summerに雪が降る
作詞：三浦徳子、作曲：Janne Hyoty/Martin Grano、編曲：鈴木Daichi秀行
  - 3rdシングル
4. Real Sexy!
作詞：松井五郎、作曲：馬飼野康二、編曲：立山秋航
  - 4thシングルの1曲目
5. BAD BOYS - 中島健人・菊池風磨・佐藤勝利
作詞：ENA☆、作曲：DAICHI/Kinboom、編曲：生田真心
  - 4thシングルの2曲目
6. バィバィDuバィ 〜See you again〜
作詞：小林光明、作曲：ニホンジン/bansei.、編曲：鈴木Daichi秀行
  - 5thシングルの1曲目
7. A MY GIRL FRIEND - 中島健人・菊池風磨・佐藤勝利
作詞：野島伸司、作曲：谷口尚久、編曲：生田真心
  - 5thシングルの2曲目
8. King & Queen & Joker
作詞：三浦徳子、作曲：川口進/Joakim Bjornberg/Christofer Erixon、編曲：生田真心
  - 6thシングル
9. 男 never give up - 中島健人・菊池風磨・佐藤勝利
作詞：三浦徳子、作曲：川口進/Joakim Bjornberg/Christofer Erixon、編曲：生田真心
  - 7thシングル
10. 君にHITOMEBORE - 中島健人・菊池風磨・佐藤勝利
作詞：岩里祐穂、作曲：井手コウジ、編曲：鈴木雅也
  - 8thシングル
11. Cha-Cha-Cha チャンピオン - 中島健人・菊池風磨・佐藤勝利
作詞：岩里祐穂、作曲：Fredrik“Figge”Bostrom、編曲：石塚知生
  - 9thシングル
12. カラフル Eyes
作詞：久保田洋司、作曲：Andreas Ohrm/Henrik Smith/Andreas Oberg、編曲：船山基紀
  - 10thシングル
13. 勝利の日まで
作詞：MiNE/春和文、作曲：Jan Andersson/Peter Heden、編曲：立川秋航
  - 11thシングル

#### Disc 2
1. よびすて
作詞：久保田洋司、作曲：RYLL、編曲：CHOKKAKU
  - 12thシングル
2. ROCK THA TOWN
作詞：EMI K.Lynn、作曲：Christofer Erixon/ジョセフ・メリン、編曲：CHOKKAKU
  - 13thシングル
3. ぎゅっと
作詞：宮田航輔/菊池風磨、作曲：ひろせひろせ、編曲：CHOKKAKU
  - 14thシングル
4. イノセントデイズ
作詞：Ms.Mimosa、作曲：Ms.Mimosa/Francnote/TAK、編曲：石塚知生
  - 15thシングル
5. カラクリだらけのテンダネス
作詞：EMI K.Lynn、作曲：原一博、編曲：船山基紀
  - 16thシングルの1曲目
6. すっぴんKISS
作詞：岡嶋かな多/イワツボコーダイ、作曲：Simon Janlov/イワツボコーダイ、編曲：CHOKKAKU
  - 16thシングルの2曲目
7. 麒麟の子 - 中島健人・菊池風磨・佐藤勝利・マリウス葉
作詞：Earsy、作曲：イワツボコーダイ・吹野クワガタ、編曲：吹野クワガタ
  - 17thシングルの1曲目
8. Honey Honey - 中島健人・菊池風磨・佐藤勝利・マリウス葉
作詞：岡嶋かな多、作曲：原一博、編曲：CHOKKAKU
  - 17thシングルの2曲目
9. RUN - 中島健人・菊池風磨・佐藤勝利・マリウス葉
作詞・作曲・編曲：渡辺拓也、ストリングスアレンジ：渡辺拓也/真部裕
  - 18thシングル
10. NOT FOUND
作詞：渡辺拓也/金井政人、ラップ詞 : 菊池風磨、作曲：加藤冴人、編曲：亀田誠治
  - 19thシングル
11. RIGHT NEXT TO YOU - 中島健人・菊池風磨・佐藤勝利・松島聡
作詞：JAKAZ、作曲：Takuya Harada/STEVEN LEE/PIUS、編曲：PIUS
  - 新曲
12. Change the world - 中島健人・菊池風磨・佐藤勝利・松島聡
作詞：Sexy Zone、作曲：Erde/Daniel Durn/DENZIL“DR”REMEDIOS、編曲：吉岡たく
  - 新曲
  - 通常盤のみ、シークレットトラックとして、ライブ会場の模様を収録した音声、「RUN」の新録音バージョンが収録されている。

#### Disc 3
※期間限定スペシャルプライス盤／通常盤のみ
1. With you
作詞：ケリー、作曲：DAICHI・Samuli Laiho、編曲：清水哲平
  - 1stシングルカップリング
2. キャラメルドリーム
作詞：miyakei、作曲：原田峻輔・大智、編曲：原田峻輔
  - 12thシングル通常盤カップリング
3. Twilight Sunset
作詞・作曲：たなかまゆ、編曲：岡田ピロー
  - 15thシングル初回限定盤Bカップリング
4. 星の雨
作詞：MiNE、作曲：川口進/MiNE/Shu Kanematsu、編曲：Shu Kanematsu
  - 15thシングル通常盤カップリング
5. 君だけFOREVER
作詞：岩里祐穂、作曲：Filip Lindfors・Scott Effman、編曲：船山基紀・Filip Lindfors
  - 12thシングル初回限定盤A/B・通常盤カップリング
6. 名脇役
作詞・作曲：竹縄航太（HOWL BE QUIET）、編曲：竹縄航太/sugarbeans、コーラスアレンジ：竹内浩明
  - 5thアルバム「XYZ=repainting」収録曲
7. STAGE
作詞：Sexy Zone、作曲：イワツボコーダイ、編曲：石塚知生
  - 1stベストアルバム「Sexy Zone 5th Anniversary Best」収録曲
8. フィルター越しに見た空の青
作詞：MiNE、作曲：MiNE/Atsushi Shimada、編曲：DJ Mass（VIVID Neon*）/持山翔子
  - 5thアルバム収録曲
9. PEACH!
作詞：宮田航輔、作曲：川口進/Albin Nordqvist/Louise Frick Sveen、コーラスアレンジ：佐々木久美
  - 5thアルバム収録曲
10. 青い恋人 - 中島健人・菊池風磨・佐藤勝利・マリウス葉
作詞・作曲：鈴木健太朗、編曲：sugarbeans
  - 6thアルバム「PAGES」収録曲
11. Wonder Love - 中島健人・菊池風磨・佐藤勝利・マリウス葉
作詞：岡嶋かな多、作曲：Carlos Okabe/HOMEY/Francnote/TAK、編曲：ポチ
  - 6thアルバム収録曲
12. BON BON TONIGHT - 中島健人・菊池風磨・佐藤勝利・マリウス葉
作詞：小林光明、作曲：Shusui/Fredrik“Figge”Bostrom/Jose Manuel Moles、編曲：Fredrik“Figge”Bostrom/Jose Manuel Moles/生田真心
  - 17thシングル通常盤カップリング
13. スキすぎて
作詞：亜美、作曲：磯崎健史、編曲：清水哲平
  - 1stアルバム「one Sexy Zone」収録曲
14. Slow Jam
作詞：小林光明、作曲：Fredrik“Figge”Bostrom/Andreas Oberg、編曲：Fredrik“Figge”Bostrom、ブラスアレンジ：生田真心
  - 13thシングル通常盤カップリング
15. Unreality
作詞：小林光明、作曲：Fredrik“Figge”Bostrom/Pontus Soderqvist、編曲：Pontus Soderqvist
  - 5thアルバム収録曲

### Blu-ray
※初回限定盤Aのみ
1. 全シングル曲 Music Video
  1. Sexy Zone
  2. Lady ダイヤモンド
  3. Sexy Summerに雪が降る
  4. Real Sexy!
  5. バィバィDuバィ 〜See you again〜
  6. King & Queen & Joker
  7. 男 never give up - 中島健人・菊池風磨・佐藤勝利
  8. 君にHITOMEBORE - 中島健人・菊池風磨・佐藤勝利
  9. Cha-Cha-Cha チャンピオン - Sexy Family
  10. カラフル Eyes
  11. 勝利の日まで
  12. よびすて
  13. ROCK THA TOWN
  14. ぎゅっと
  15. イノセントデイズ
  16. カラクリだらけのテンダネス
  17. すっぴんKISS
  18. 麒麟の子 - 中島健人・菊池風磨・佐藤勝利・マリウス葉
  19. Honey Honey - 中島健人・菊池風磨・佐藤勝利・マリウス葉
  20. RUN - 中島健人・菊池風磨・佐藤勝利・マリウス葉
  21. NOT FOUND
2. 「RIGHT NEXT TO YOU」Music Video - 中島健人・菊池風磨・佐藤勝利・松島聡
3. Making of『SZ10TH』

### DVD
※初回限定盤Bのみ
1. 特別バラエティ企画「高級焼肉をかけて V(部位)+V(部位) QUIZ」
2. ｢Change the world｣ 10TH Memorial Music Video[10]

## チャート成績
初週で18.6万枚を売り上げ、2021年3月15日付「オリコン週間アルバムランキング」にて初登場1位を獲得した。オリジナルアルバムを含め、首位獲得は9作連続・通算9作目となり、1stアルバムからの連続1位獲得作品数はHey!Say!JUMPと並び歴代4位タイとなった。